# Жан-Поль Брігге
Жан-Поль Брігге (фр. Jean-Paul Brigger, нар. 14 грудня 1957, Санкт-Ніклаус) — швейцарський футболіст, що грав на позиції нападника за клуби «Сьйон» та «Серветт», а також національну збірну Швейцарії. 
По завершенні ігрової кар'єри — тренер.

## Клубна кар'єра
У дорослому футболі дебютував 1977 року виступами за команду «Сьйон», в якій провів п'ять сезонів, взявши участь у 107 матчах чемпіонату.  Більшість часу, проведеного у складі «Сьйона», був основним гравцем атакувальної ланки команди та одним з її головних бомбардирів, маючи середню результативність на рівні 0,37 гола за гру першості.
Протягом 1982—1985 років захищав кольори клубу «Серветт». У [Чемпіонат Швейцарії з футболу 1982—1983|сезоні 1982/83]] із 23 забитими голами став найкращим бомбардиром швейцарської першості, а в сезоні 1984/85 допоміг команді здобути титул чемпіона Швейцарії.
Того ж 1985 року повернувся до «Сьйона», за який відіграв ще сім сезонів. Знову був серед лідерів атаки команди, якій у сезоні 1991/92 також допоміг стати чемпіоном Швейцарії. Після цього тріумфу оголосив про завершення ігрової кар'єри.

## Виступи за збірну
1979 року дебютував в офіційних матчах у складі національної збірної Швейцарії.
Загалом протягом кар'єри у національній команді, яка тривала 10 років, провів у її формі 35 матчів, забивши 4 голи.

## Кар'єра тренера
Розпочав тренерську кар'єру відразу ж по завершенні кар'єри гравця, 1992 року, очоливши тренерський штаб клубу «Сьйон», де провів один сезон.
Згодом протягом 1994–1997 років тренував «Люцерн».

## Титули і досягнення

### Командні
- Чемпіон Швейцарії (2):

«Серветт»: 1984-1985
«Сьйон»: 1991-1992
- Володар Кубка Швейцарії (5):

«Сьйон»: 1979-1980, 1981–1982, 1985–1986, 1990–1991
«Серветт»: 1983–1984

### Особисті
- Найкращий бомбардир чемпіонату Швейцарії (1): 1982-1983 (23 голи)
- Швейцарський футболіст року: 1992